# قلعه گلی دشت آلا
بقایای قلعه گلی دشت آلا مربوط به دوره ساسانیان است و در شهرستان قیروکارزین، دهستان مبارک‌آباد، ۵۰۰ متری مانده به روستای چاه کاظمی واقع شده و با شمارهٔ ثبت ۲۶۶۵۲ به‌عنوان یکی از آثار ملی ایران به ثبت رسیده است.